# Flags of Our Fathers
Flags of Our Fathers (2000) é o livro bestseller de James Bradley com Ron Powers sobre os cinco fuzileiros navais e um médico da Marinha americanos que seriam eventualmente feitos famosos pela célebre fotografia de Joe Rosenthal do içamento da bandeira em Iwo Jima, uma das mais custosas e violentas batalhas do Teatro do Pacífico da 2ª Guerra Mundial. Os içadores da bandeira incluíram John Bradley (um médico da Marinha, pai do autor), Rene Gagnon, Ira Hayes, Mike Strank, Harlon Block e Franklin Sousley; Strank, Block, e Sousley morrerram mais tarde na batalha. Strank recusou várias promoções durante a batalha para "trazer estes garotos de volta às suas mães". Block foi um cabo que se reportava a Strank, e o resto foram soldados rasos dos Fuzileiros, exceto por John Bradley, um médico da Marinha que deu primeiros socorros à Companhia Easy, a companhia a qual todos eles eram consignados.
O livro, publicado em maio de 2000 pela Bantam Books, uma divisão da Random House, passou 46 semanas na lista de bestsellers de não-ficção do New York Times, 6 delas em 1º. Ele segue a vida dos seis içadores da bandeira durante as suas juventudes de inocência, treino militar, combate feroz e, mais tarde, quando eles foram mandados em campanhas de angariação de fundos através da venda de títulos de dívida do tesouro americano, criados propositadamente para o financiamento da guerra.
A adaptação em filme Flags of Our Fathers, que estreou nos EUA em 20 de outubro de 2006, foi dirigida por Clint Eastwood e produzida por Steven Spielberg.